# Zagórie (Rostov)
|  | Per a altres significats, vegeu «Zagórie». |

Zagórie (en rus: Загорье) és un poble (un possiólok) de l'óblast de Rostov, a Rússia, que en el cens del 2010 tenia 264 habitants, pertany al municipi de Guigant.